# Hrvatski nogometni kup 2024/25
Der Hrvatski nogometni kup 2024/25 war der 33. Wettbewerb um den kroatischen Fußballpokal nach der Loslösung des kroatischen Fußballverbandes aus dem jugoslawischen Fußballverband. Titelverteidiger war Dinamo Zagreb.

## Modus
Bis zum Finale wurde der Sieger in einem Spiel ermittelt. Stand es nach der regulären Spielzeit von 90 Minuten unentschieden, kam es zur Verlängerung von zweimal 15 Minuten, und falls danach immer noch kein Sieger feststand, zum Elfmeterschießen. Das Endspiel wurde im Hin- und Rückspiel ausgetragen.

## Teilnehmer
An der Vorrunde
- 21 Sieger des Bezirkspokals
- 11 Finalisten des Bezirkspokals aus den Fußballverbänden mit der größten Anzahl registrierter Fußballclubs

| Bezirk              | Sieger                        | Finalist                          |
| ------------------- | ----------------------------- | --------------------------------- |
| Bjelovar-Bilogora   | NK Bjelovar                   | NK Bilogora ʼ91                   |
| Brod-Posavina       | NK Tomislav Donji Andrijevci  | NK Sloga Nova Gradiška            |
| Dubrovnik-Neretva   | NK Neretvanac Opuzen          |                                   |
| Istrien             | NK Jadran Poreč               | NK Banjole                        |
| Karlovac            | NK Karlovac                   |                                   |
| Koprivnica-Križevci | NK Radnik Križevci            | NK Ferdinandovac                  |
| Krapina-Zagorje     | NK Gaj Mače                   |                                   |
| Lika-Senj           | NK Nehaj Senj                 |                                   |
| Međimurje           | NK Polet Sveti Martin na Muri | NK Međimurec Dunjkovec-Pretetinec |
| Osijek-Baranja      | NK Zrinski Osječko 1664       | NK Croatia Đakovo                 |
| Požega-Slawonien    | NK Slavonija Požega           |                                   |

| Bezirk               | Sieger                      | Finalist              |
| -------------------- | --------------------------- | --------------------- |
| Primorje-Gorski      | HNK Orijent 1919 Rijeka     |                       |
| Sisak-Moslavina      | HNŠK Moslavina Kutina       | GŠNK Mladost Petrinja |
| Split-Dalmatien      | NK Dugopolje                |                       |
| Šibenik-Knin         | NK Zagora Unešić            |                       |
| Varaždin             | NK Varaždin                 | NK Bednja Beletinec   |
| Virovitica-Podravina | NK Pitomača                 |                       |
| Vukovar-Syrmien      | NK Bedem Ivankovo           | NK Sloga Borovo       |
| Zadar                | NK Hrvatski Vitez Posedarje |                       |
| Stadt Zagreb         | NK Jarun Zagreb             | NK Kustošija Zagreb   |
| Zagreb               | NK Samobor                  | NK Sava Strmec        |

Am Sechzehntelfinale
- Die 16 punktbesten Vereine der Fünfjahres-Pokalwertung. (63 Punkte für den Pokalsieger, 31 für den unterlegenen Finalisten, 15 für die Halbfinalisten, 7 für die Viertelfinalisten, 3 für die Achtelfinalisten und 1 Punkt für die Sechzehntelfinalisten.)

| - 1. HNK Rijeka (175) - 2. Hajduk Split (143) - 3. Dinamo Zagreb (123) - 4. NK Osijek (59) | - 5. Lokomotiva Zagreb (55) - 6. NK Slaven Belupo (51) - 7. NK Istra 1961 (47) - 8. HNK Šibenik (47) | - 09. HNK Gorica (40) - 10. Inter Zaprešić 1 (25) - 11. NK Varaždin (15) - 12. NK Rudeš (14) | - 13. NK BSK Bijelo Brdo (13) - 14. NK Vinogradar Lokošin Dol (13) - 15. NK Oriolik (12) - 16. NK Mladost Ždralovi (7) - 17. NK Belišće (7) |

## Ergebnisse

### Vorrunde
Die Auslosung fand am 1. August 2024 statt.
| Datum      |                                   | Ergebnis              |                               |
| ---------- | --------------------------------- | --------------------- | ----------------------------- |
| 27.08.2024 | NK Jadran Poreč                   | 2:2 n. V. (3:2 i. E.) | NK Radnik Križevci            |
| 27.08.2024 | NK Gaj Mače                       | 2:1 n. V.             | NK Karlovac                   |
| 28.08.2024 | NK Samobor                        | 10:00                 | NK Ferdinandovac              |
| 28.08.2024 | NK Bednja Beletinec               | 2:1                   | HNK Orijent 1919 Rijeka       |
| 28.08.2024 | NK Neretvanac Opuzen              | 2:0                   | NK Bedem Ivankovo             |
| 28.08.2024 | NK Bilogora ʼ91                   | 1:0                   | NK Zagora Unešić              |
| 28.08.2024 | NK Dugopolje                      | 0:0 n. V. (6:5 i. E.) | NK Jarun Zagreb               |
| 28.08.2024 | NK Banjole                        | 2:0                   | GŠNK Mladost Petrinja         |
| 28.08.2024 | NK Nehaj Senj                     | 0:4                   | NK Croatia Đakovo             |
| 28.08.2024 | NK Sava Strmec                    | 0:7                   | NK Pitomača                   |
| 28.08.2024 | NK Sloga Nova Gradiška            | 0:1                   | NK Bjelovar                   |
| 28.08.2024 | NK Međimurec Dunjkovec-Pretetinec | 1:4 n. V.             | NK Varaždin                   |
| 28.08.2024 | NK Kustošija Zagreb               | 3:0                   | NK Polet Sveti Martin na Muri |
| 28.08.2024 | NK Zrinski Osječko 1664           | 4:0                   | HNŠK Moslavina Kutina         |
| 28.08.2024 | NK Tomislav Donji Andrijevci      | 5:0                   | NK Sloga Borovo               |
| 28.08.2024 | NK Hrvatski Vitez Posedarje       | 1:2                   | NK Slavonija Požega           |

### Sechzehntelfinale
Die Paarungen wurden automatisch anhand der aktuellen Rangliste vorgenommen (32.–1., 31.–2., 30.–3. usw.).
| Datum      |                              | Ergebnis              |                           |
| ---------- | ---------------------------- | --------------------- | ------------------------- |
| 10.09.2024 | NK Tomislav Donji Andrijevci | 0:2                   | NK Istra 1961             |
| 10.09.2024 | NK Zrinski Osječko 1664      | 0:2                   | HNK Šibenik               |
| 10.09.2024 | NK Jadran Poreč              | 0:2                   | NK Mladost Ždralovi       |
| 11.09.2024 | NK Samobor                   | 2:4                   | Lokomotiva Zagreb         |
| 11.09.2024 | NK Croatia Đakovo            | 1:1 n. V. (4:5 i. E.) | HNK Gorica                |
| 11.09.2024 | NK Kustošija Zagreb          | 0:1                   | NK Slaven Belupo          |
| 11.09.2024 | NK Pitomača                  | 1:2                   | NK Rudeš                  |
| 11.09.2024 | NK Gaj Mače                  | 1:2                   | NK Varaždin               |
| 11.09.2024 | NK Slavonija Požega          | 3:0                   | NK Oriolik                |
| 11.09.2024 | NK Dugopolje                 | 1:0                   | NK BSK Bijelo Brdo        |
| 11.09.2024 | NK Bednja Beletinec          | 3:0                   | NK Belišće                |
| 11.09.2024 | NK Bjelovar                  | 4:0                   | NK Vinogradar Lokošin Dol |
| 17.09.2024 | NK Bilogora ʼ91              | 0:4                   | Hajduk Split              |
| 18.09.2024 | NK Varaždin                  | 1:3                   | NK Osijek                 |
| 18.09.2024 | NK Neretvanac Opuzen         | 1:3                   | HNK Rijeka                |
| 25.09.2024 | NK Banjole                   | 1:3                   | Dinamo Zagreb             |

### Achtelfinale
Die Paarungen erfolgen automatisch anhand der aktuellen Rangliste (16.–1., 15.–2., 14.–3. usw.). Auch die Vereine, die in der Vorrunde einen höherrangigen Gegner besiegten, rückten in die Rangliste ein.
| Datum      |                     | Ergebnis              |                   |
| ---------- | ------------------- | --------------------- | ----------------- |
| 22.10.2024 | NK Slavonija Požega | 1:2                   | NK Osijek         |
| 22.10.2024 | NK Bednja Beletinec | 0:3                   | HNK Rijeka        |
| 30.10.2024 | NK Mladost Ždralovi | 0:3                   | Hajduk Split      |
| 30.10.2024 | NK Rudeš            | 1:2                   | NK Istra 1961     |
| 14.11.2024 | NK Varaždin         | 1:1 n. V. (4:5 i. E.) | HNK Gorica        |
| 16.11.2024 | HNK Šibenik         | 1:2                   | NK Slaven Belupo  |
| 27.11.2024 | NK Dugopolje        | 0:1                   | Lokomotiva Zagreb |
| 11.02.2025 | NK Bjelovar         | 2:3                   | Dinamo Zagreb     |

### Viertelfinale
| Datum      |                  | Ergebnis  |                   |
| ---------- | ---------------- | --------- | ----------------- |
| 26.02.2025 | Hajduk Split     | 1:3       | HNK Rijeka        |
| 26.02.2025 | Dinamo Zagreb    | 0:1       | NK Osijek         |
| 04.03.2025 | NK Istra 1961    | 3:0       | Lokomotiva Zagreb |
| 05.03.2025 | NK Slaven Belupo | 3:1 n. V. | HNK Gorica        |

### Halbfinale
| Datum      |                  | Ergebnis              |               |
| ---------- | ---------------- | --------------------- | ------------- |
| 02.04.2025 | NK Slaven Belupo | 0:0 n. V. (4:3 i. E.) | NK Osijek     |
| 02.04.2025 | HNK Rijeka       | 1:0                   | NK Istra 1961 |

### Finale
Hinspiel
| NK Slaven Belupo                                                          | NK Slaven Belupo | HNK Rijeka | HNK Rijeka |
| ------------------------------------------------------------------------- | --- | --- | ---------- |
| NK Slaven Belupo                                                          | \| 14. Mai 2025 um 18:00 Uhr in Koprivnica (Gradski stadion Ivan Kušek-Apaš) \| \| Ergebnis: 1:1 (0:1) \| \| Zuschauer: 4.448 \| \| Schiedsrichter: Patrik Kolarić \| \| Spielbericht \|                                                                                                 | \| 14. Mai 2025 um 18:00 Uhr in Koprivnica (Gradski stadion Ivan Kušek-Apaš) \| \| Ergebnis: 1:1 (0:1) \| \| Zuschauer: 4.448 \| \| Schiedsrichter: Patrik Kolarić \| \| Spielbericht \| | HNK Rijeka |
| NK Slaven Belupo                                                          | Ivan Sušak – Antonio Bosec (86. Matej Sakota), Dominik Kovačić, Tomislav Božić , Luka Lučić – Ljuban Crepulja (46. Michael Agbekpornu), Ivan Ćubelić – Adriano Jagušić (89. Igor Lepinjica), Adrian Liber (46. Ivan Dolček), Alen Grgić – Ilija Nestorovski Cheftrainer: Mario Kovačević | Martin Zlomislić – Ante Oreč, Ante Majstorović, Stjepan Radeljić, Mladen Devetak – Lindon Selahi (90.+4' Silvio Ilinković), Dejan Petrovič – Naïs Djouahra (71. Amer Gojak), Niko Janković (90.+4' Bruno Bogojević), Gabriel Rukavina – Toni Fruk (89. Duje Čop) Cheftrainer: Radomir Đalović ( Montenegro) | HNK Rijeka |
| NK Slaven Belupo                                                          | 1:1 Antonio Bosec (69.) | 0:1 Toni Fruk (25.) | HNK Rijeka |
| NK Slaven Belupo                                                          | Gabriel Rukavina (41.), Niko Janković (90.+2') | | HNK Rijeka |
| 14. Mai 2025 um 18:00 Uhr in Koprivnica (Gradski stadion Ivan Kušek-Apaš) | | |            |
| Ergebnis: 1:1 (0:1)                                                       | | |            |
| Zuschauer: 4.448                                                          | | |            |
| Schiedsrichter: Patrik Kolarić                                            | | |            |
| Spielbericht                                                              | | |            |

Rückspiel
| HNK Rijeka                                             | HNK Rijeka | NK Slaven Belupo | NK Slaven Belupo |
| ------------------------------------------------------ | --- | --- | ---------------- |
| HNK Rijeka                                             | \| 29. Mai 2025 um 18:00 Uhr in Rijeka (Stadion Rujevica) \| \| Ergebnis: 1:0 (0:0) \| \| Zuschauer: 8.181 \| \| Schiedsrichter: Dario Bel \| \| Spielbericht \| | \| 29. Mai 2025 um 18:00 Uhr in Rijeka (Stadion Rujevica) \| \| Ergebnis: 1:0 (0:0) \| \| Zuschauer: 8.181 \| \| Schiedsrichter: Dario Bel \| \| Spielbericht \| | NK Slaven Belupo |
| HNK Rijeka                                             | Martin Zlomislić – Ante Oreč, Ante Majstorović, Stjepan Radeljić, Mladen Devetak – Lindon Selahi (83. Silvio Ilinković), Dejan Petrovič – Naïs Djouahra (77. Luka Menalo), Toni Fruk (89. Bruno Bogojević), Niko Janković (83. Gabriel Rukavina) – Duje Čop (77. Amer Gojak) Cheftrainer: Radomir Đalović ( Montenegro) | Ivan Sušak – Antonio Bosec (67. Ivan Dolček), Dominik Kovačić, Tomislav Božić , Antonio Jakir – Adriano Jagušić (83. Mihail Caimacov), Michael Agbekpornu (67. Ljuban Crepulja), Ivan Ćubelić (83. Matej Sakota) – Alen Grgić (79. Ante Šuto) – Igor Lepinjica, Ilija Nestorovski Cheftrainer: Mario Kovačević | NK Slaven Belupo |
| HNK Rijeka                                             | 1:0 Naïs Djouahra (60.) | | NK Slaven Belupo |
| HNK Rijeka                                             | Ante Oreč (70.), Luka Menalo (81.), Duje Čop (86.), Gabriel Rukavina (90.+5') | Ilija Nestorovski (20.), Michael Agbekpornu (22.), Antonio Jakir (69.), Adriano Jagušić (86.) | NK Slaven Belupo |
| HNK Rijeka                                             | Luka Menalo (86.) | | NK Slaven Belupo |
| 29. Mai 2025 um 18:00 Uhr in Rijeka (Stadion Rujevica) | | |                  |
| Ergebnis: 1:0 (0:0)                                    | | |                  |
| Zuschauer: 8.181                                       | | |                  |
| Schiedsrichter: Dario Bel                              | | |                  |
| Spielbericht                                           | | |                  |

## Torschützenliste
| Rang | Spieler         | Verein            | Tore |
| ---- | --------------- | ----------------- | ---- |
| 1.   | Toni Fruk       | HNK Rijeka        | 4    |
| 1.   | Angelo Radović  | NK Samobor        | 4    |
| 3.   | Eric Akassou    | NK Pitomača       | 3    |
| 3.   | Duje Čop        | Lokomotiva Zagreb | 3    |
| 3.   | Adriano Jagušić | NK Slaven Belupo  | 3    |
| 3.   | Vanja Kulenović | NK Samobor        | 3    |
| 3.   | Marco Pašalić   | HNK Rijeka        | 3    |